# 邱品程
邱品程（1991年8月7日—），臺灣男演員，妹妹邱子芯同為演員。2014年參演《一代新兵之八極少年》，於劇中飾演八極拳天才吳冠志。

## 影視作品

### 電視劇
| 年份   | 播出頻道   | 劇名                   | 飾演           |
| 2014年 | 中視數位台 | 《謊言遊戲》           |                |
| 2015年 | 華視       | 《一代新兵之八極少年》 | 吳冠志（阿志） |
| 2015年 | 八大綜合台 | 《明若曉溪》           | 精英會成員     |
| 2018年 | 芒果TV     | 《那刻的怦然心動》     | 王同           |

### 電影
| 上映年份 | 電影名稱            | 飾演     |
| 2014年   | 痞子英雄2：黎明再起 |          |
| 2018年   | 深海x異種2          | 琼斯船長 |
| 2018年   | 怒海屠妖            | 葉夢華   |
| 2018年   | 就位確認            | 楊頂天   |
| 2019年   | 遺失王陵            | 盧卡     |
| 2019年   | 哪吒歸來            |          |
| 2022年   | 青春換日線          | 林耀宗   |

### 舞台劇
| 日期   | 名稱               | 舉辦地區 | 場地                       | 角色 | 備註 |
| 2015年 | 受不了我就是瘦不了 | 台灣     | 國立臺灣藝術教育館南海劇場 |      |      |

### 綜藝節目
| 播出日期     | 播出頻道   | 節目名稱       |
| 2015年6月5日 | 中天綜合台 | 《小燕之夜》   |
| 2016年7月3日 | 華視       | 《名模出任務》 |

## 廣告代言
2016年 RO仙境傳說 波利篇

## 外部連結
- 邱品程的Facebook專頁
- 邱品程的Instagram帳戶
- 邱品程的新浪微博